# Wollerscheider Wald
Das Naturschutzgebiet Wollerscheider Wald liegt im Gemeindegebiet Simmerath nördlich von Lammersdorf und gehört geografisch zur Exklave Roetgen/Lammersdorf.

## Schutzzweck
Geschützt werden sollen die Lebensräume für viele nach der Roten Liste gefährdete Pflanzen, Pilze und Tiere. Hierzu dient die Entwicklung eines naturnahen Waldbestandes sowie die Erhaltung und Optimierung wertvoller Moorrelikte und des Biotopverbunds zwischen den Naturschutzgebieten Wollerscheider Venn und Kämpchen.